# Albert Michel
Pour les articles homonymes, voir Michel.
Albert Bour dit Albert-Michel, est un acteur français né le 3 octobre 1909 à Nancy et mort le 6 juillet 1981 dans le 16e arrondissement de Paris.

## Biographie
Il a tourné dans 222 films, séries, et pièces de théâtre télévisées. Il doit principalement sa célébrité à la pièce de théâtre La Bonne Planque, dans laquelle il interprète l'inspecteur Péquinet, le mari de Fernande, aux côtés de Bourvil.
Il avait commencé sa carrière en amateur dans la troupe du Théâtre de La Passion de la paroisse Saint-Joseph à Nancy (source familiale).
Il est inhumé au cimetière parisien de Pantin, dans la 205e division.

## Filmographie

### Cinéma

#### Période 1935/1939
- 1936 : Train de plaisir de Léo Joannon
- 1938 : Je chante de Christian Stengel : Le laitier

#### Période 1940/1949
- 1941 : Ne bougez plus de Pierre Caron : Clanpinet
- 1941 : Chèque au porteur de Jean Boyer
- 1941 : Opéra-Musette de René Lefèvre et Claude Renoir
- 1942 : Fièvres de Jean Delannoy
- 1942 : Croisières sidérales d'André Zwobada : un employé du commissariat
- 1942 : Pontcarral, colonel d'Empire de Jean Delannoy
- 1942 : Haut-le-Vent de Jacques de Baroncelli : un passager du bateau
- 1943 : Douce de Claude Autant-Lara
- 1943 : Voyage sans espoir de Christian-Jaque : un marin de l'équipage
- 1944 : L'Île d'amour de Maurice Cam
- 1944 : La Vie de plaisir d'Albert Valentin : un ecclésiastique
- 1944 : L'Enfant de l'amour de Jean Stelli
- 1944 : Le Bossu de Jean Delannoy
- 1945 : François Villon d'André Zwobada : le paysan accusé
- 1945 : Trente et quarante de Gilles Grangier : Le voyageur bègue dans le train
- 1946 : Sylvie et le Fantôme de Claude Autant-Lara : Gabriel, le chauffeur
- 1946 : Jéricho de Henri Calef : le correspondant qui vient de Hollande
- 1946 : Les J3 de Roger Richebé
- 1946 : Mensonges ou Histoires de femmes de Jean Stelli : le greffier de la prison
- 1946 : La Rose de la mer de Jacques de Baroncelli : un mécanicien
- 1946 : Le Diable au corps de Claude Autant-Lara : le vendeur
- 1946 : Nuits d'alerte de Léon Mathot
- 1946 : Un revenant de Christian-Jaque : le pompier de service
- 1947 : Six Heures à perdre d'Alex Joffé et Jean Levitte : le porteur
- 1947 : Le silence est d'or de René Clair : Zanzi, un machiniste
- 1947 : Le Château de la dernière chance de Jean-Paul Paulin : l'habilleur
- 1947 : Un flic de Maurice de Canonge : Albert
- 1947 : Tierce à cœur de Jacques de Casembroot : Bastien
- 1947 : Danger de mort de Gilles Grangier : un employé de la gare
- 1947 : L'Éventail ou l'Île aux nuages d'Emil-Edwin Reinert : Gustave
- 1948 : Cartouche, roi de Paris de Guillaume Radot : l'espion
- 1947 : D'homme à hommes de Christian-Jaque : le portier
- 1948 : Croisière pour l'inconnu de Pierre Montazel : Le Bosco
- 1948 : Les amoureux sont seuls au monde d'Henri Decoin : le chef de bureau
- 1948 : Cité de l'espérance de Jean Stelli : le père La Fraise
- 1948 : L'Armoire volante de Carlo Rim : un agent
- 1948 : L'assassin est à l'écoute de Raoul André : le pompier
- 1948 : Un juré bavard (court métrage) de Henri Verneuil
- 1948 : Monsieur Menu (court métrage) de Jean Loubignac
- 1948 : Une paire de gifles (court métrage) de Jean Loubignac
- 1949 : Jean de la Lune de Marcel Achard : le monsieur tamponné
- 1949 : L'échafaud peut attendre d'Albert Valentin : l'infirmier
- 1949 : Jo la Romance de Gilles Grangier : le valet de chambre
- 1949 : Fantômas contre Fantômas de Robert Vernay : un agent
- 1949 : La Bataille du feu ou les Joyeux Conscrits) de Maurice de Canonge : un conseiller
- 1949 : Bal Cupidon de Marc-Gilbert Sauvajon : le gardien
- 1949 : Je n'aime que toi de Pierre Montazel : un garçon de café du "Négresco"
- 1949 : Ainsi finit la nuit d'Emil-Edwin Reinert : le contrôleur
- 1949 : Barry de Richard Pottier : un moine
- 1949 : Occupe-toi d'Amélie de Claude Autant-Lara : un spectateur
- 1949 : Ève et le Serpent de Charles-Félix Tavano : le valet de chambre
- 1949 : Mademoiselle de La Ferté de Roger Dallier : le facteur
- 1949 : Le Roi de Marc-Gilbert Sauvajon : un inspecteur
- 1949 : La Souricière de Henri Calef
- 1949 : Vient de paraître de Jacques Houssin : un journaliste
- 1949 : À qui le bébé ? (court métrage) de Henri Verneuil
- 1949 : Hôtel des Artistes : Saisie (court métrage) de Jean Perdrix
- 1949 : Hôtel des artistes: Sombre affaire (court métrage) de Jean Perdrix
- 1949 : Trente troisième chambre (court métrage) de Henri Verneuil
- 1949 : Savoir vivre en chemin de fer (court métrage) de Robert Rocca
- 1949 : Une nuit de noces de René Jayet : l'inspecteur

#### Période 1950/1959
- 1950 : Maldonne (court métrage) de Henri Verneuil
- 1950 : Le 84 prend des vacances de Léo Joannon : le représentant en aspirateur
- 1950 : Mon ami Sainfoin de Marc-Gilbert Sauvajon : le garçon
- 1950 : Rendez-vous avec la chance d'Emile-Edwin Reinert : le contrôleur SNCF
- 1950 : Prélude à la gloire de Georges Lacombe : le coiffeur
- 1950 : Justice est faite d'André Cayatte : le gendarme
- 1950 : Dieu a besoin des hommes de Jean Delannoy : le Bail
- 1950 : Trois Télégrammes de Henri Decoin : le cafetier
- 1950 : Le Château de verre de René Clément : le charmeur d'oiseaux
- 1950 : Ombre et Lumière de Henri Calef : le patron
- 1950 : Bonjour (court métrage) de Jean Perdrix
- 1950 : Deux cœurs sur la route (court métrage) de Jean Perdrix : le malade de la jambe
- 1950 : Meurtre dans la nuit (court métrage) de Jean Perdrix
- 1950 : Monsieur Raymond, cambrioleur (court métrage) de Jean Perdrix : M. Macache
- 1950 : Piedalu voyage (court métrage) de Jean Loubignac : l'employé
- 1951 : Le Roi du bla bla bla de Maurice Labro : Charlie
- 1951 : Sans laisser d'adresse de Jean-Paul Le Chanois : un futur père
- 1951 : Demain nous divorçons de Louis Cuny : le valet de chambre
- 1951 : Mon phoque et elles de Pierre Billon : le poissonnier
- 1951 : Les Petites Cardinal de Gilles Grangier : le gendarme
- 1951 : Ombre et Lumière d'Henri Calef : Le patron
- 1951 : Le Plus Joli Péché du monde de Gilles Grangier : le domestique
- 1951 : Coq en pâte de Carlo Felice Tavano
- 1951 : Seul dans Paris d'Hervé Bromberger : l'employé du commissariat
- 1951 : Le Cap de l'Espérance de Léo Joannon : un joueur de belote
- 1951 : Drôle de noce de Léo Joannon : le fils Cornil
- 1951 : Gibier de potence de Roger Richebé : Antoine
- 1951 : Jocelyn de Jacques de Casembroot
- 1951 : Paris chante toujours de Pierre Montazel : un agent
- 1952 : Agence matrimoniale de Jean-Paul Le Chanois : le pêcheur
- 1952 : Les Belles de nuit de René Clair : le facteur
- 1952 : Brelan d'as (Sketch : « Le Témoignage d’un enfant de chœur ») de Henri Verneuil : le brigadier
- 1952 : La Minute de vérité de Jean Delannoy : le second comédien en tournée
- 1952 : Le Dernier Robin des Bois d'André Berthomieu : un gendarme
- 1952 : Rayés des vivants de Maurice Cloche
- 1952 : Suivez cet homme de Georges Lampin : le contrôleur de la prison
- 1952 : Le Témoin de minuit de Dimitri Kirsanoff
- 1953 : Week-end à Paris (Innocents in Paris) de Gordon Parry : l'agent de la circulation
- 1953 : Ma femme, ma vache et moi de Jean Devaivre
- 1953 : Les Amoureux de Marianne de Jean Stelli
- 1953 : Le Défroqué de Léo Joannon : le prêtre qui absout Mme Morand
- 1953 : Les Vaincus (I vinti) de Michelangelo Antonioni : le père de Georges
- 1953 : Madame de... de Max Ophüls : un autre cocher du baron
- 1953 : Mon frangin du Sénégal de Guy Lacourt : le gendarme de la route
- 1953 : Les Révoltés de Lomanach de Richard Pottier : le soldat qui se rase
- 1953 : Virgile de Carlo Rim : Trouillard
- 1954 : Destinées (Sketch : « Jeanne ») de Jean Delannoy : un moine
- 1954 : Si Versailles m'était conté... de Sacha Guitry : un citoyen
- 1954 : Le Secret d'Hélène Marimon de Henri Calef : le soldat convalescent
- 1954 : Secrets d'alcôve (Sketch : « Le Lit de La Pompadour ») de Henri Decoin : un déménageur
- 1954 : Le Mouton à cinq pattes de Henri Verneuil : le bistrot
- 1954 : Obsession de Jean Delannoy : le réceptionniste de l'hôtel Rouennais
- 1954 : Le Rouge et le Noir de Claude Autant-Lara : le sonneur
- 1954 : Escalier de service (Sketch : « Les Grimaldi ») de Carlo Rim : le sacristain
- 1954 : Papa, maman, la bonne et moi de Jean-Paul Le Chanois : le souffleur à la représentation
- 1955 : Le Fils de Caroline Chérie de Jean Devaivre : le gardien de prison
- 1955 : Les Évadés de Jean-Paul Le Chanois : un prisonnier
- 1955 : Le Fil à la patte de Guy Lefranc : Jean, le domestique du comte
- 1955 : Casse-cou, mademoiselle de Christian Stengel
- 1955 : Le Vicomte de Bragelonne de Fernando Cerchio : le gardien
- 1955 : L'Impossible Monsieur Pipelet d'André Hunebelle : le capitaine des pompiers
- 1955 : Les Hommes en blanc de Ralph Habib : un paysan
- 1955 : Chiens perdus sans collier de Jean Delannoy : l'agriculteur voisin demandant l'échelle
- 1955 : L'Affaire des poisons de Henri Decoin : Gobet
- 1955 : Gas-Oil de Gilles Grangier : le facteur
- 1955 : La Madelon de Jean Boyer : un paysan
- 1955 : Papa, maman, ma femme et moi de Jean-Paul Le Chanois : l'employé S.N.C.F
- 1955 : La Bande à papa de Guy Lefranc - Il n'apparait pas dans les copies actuellement visibles -
- 1955 : On déménage le colonel de Maurice Labro : un gendarme
- 1955 : Paris canaille ou "Paris coquin" de Pierre Gaspard-Huit
- 1955 : Le Secret de sœur Angèle de Léo Joannon : un infirmier
- 1955 : Soupçons de Pierre Billon : le garde chasse
- 1955 : Impasse des vertus de Pierre Méré : l'hôtelier
- 1956 : Si Paris nous était conté de Sacha Guitry : Jacques Francis et un consommateur
- 1956 : Rencontre à Paris de Georges Lampin : Le serrurier
- 1956 : Le Sang à la tête de Gilles Grangier : M. Duleux, le chef de gare
- 1956 : Fernand cow-boy de Guy Lefranc : le gardien
- 1956 : La Traversée de Paris de Claude Autant-Lara : le concierge
- 1956 : Notre Dame de Paris de Jean Delannoy : le veilleur de nuit
- 1957 : L'amour descend du ciel de Maurice Cam : l'agent de police
- 1957 : Le rouge est mis de Gilles Grangier : l'employé du garage
- 1957 : Fric-frac en dentelles de Guillaume Radot
- 1957 : Vacances explosives de Christian Stengel : le camionneur
- 1957 : La Polka des menottes de Raoul André : l'agent du commissariat
- 1957 : Porte des Lilas de René Clair : l'épicier
- 1957 : Comme un cheveu sur la soupe de Maurice Regamey : l'employé du gaz
- 1957 : Tous peuvent me tuer de Henri Decoin : un gardien
- 1957 : En bordée de Pierre Chevalier
- 1957 : Les Lavandières du Portugal de Pierre Gaspard-Huit : un peintre
- 1957 : Police judiciaire de Maurice de Canonge
- 1957 : Folies Bergère ou Un soir au music-hall de Henri Decoin
- 1958 : Les misérables de Jean-Paul Le Chanois - Film tourné en deux époques -
- 1958 : Fernand clochard de Pierre Chevalier : L'homme qui cloue la malle
- 1958 : Maigret tend un piège de Jean Delannoy : un gardien
- 1958 : La Tour, prends garde ! de Georges Lampin : l'ami de Taupin
- 1958 : Le Dos au mur d'Édouard Molinaro : le concierge
- 1958 : Le Temps des œufs durs de Norbert Carbonnaux : M. Charretier, le concierge
- 1958 : En cas de malheur de Claude Autant-Lara : Eugène, le patron du bazar
- 1958 : Madame et son auto de Robert Vernay
- 1958 : Suivez-moi jeune homme de Guy Lefranc
- 1958 : Sérénade au Texas de Richard Pottier : Albert, l'employé du magasin
- 1958 : Les Motards de Jean Laviron : le facteur myope
- 1958 : Guinguette de Jean Delannoy
- 1958 : Le Sicilien de Pierre Chevalier : le barman
- 1959 : Le Grand Chef de Henri Verneuil : le voisin d'en face, aux carreaux cassés
- 1959 : Pourquoi viens-tu si tard ? de Henri Decoin : un gendarme
- 1959 : Péché de jeunesse de Louis Duchesne : le premier joueur de billard
- 1959 : Le Gendarme de Champignol de Jean Bastia
- 1959 : Soupe au lait de Pierre Chevalier : un collègue de Roland
- 1959 : Babette s'en va-t-en guerre de Christian-Jaque : le fuyard qui charge sa voiture
- 1959 : La Marraine de Charley de Pierre Chevalier : Gaston, le concierge
- 1959 : La Chatte sort ses griffes de Henri Decoin : un cheminot
- 1959 : Le Septième Jour de Saint-Malo de Paul Mesnier

#### Période 1960/1969
- 1960 : Comment qu'elle est de Bernard Borderie : un agent au cabaret
- 1960 : Le Caïd de Bernard Borderie : M. Filatre
- 1960 : Le Baron de l'écluse de Jean Delannoy : un client de l'auberge
- 1960 : Les Vieux de la vieille de Gilles Grangier : le fils Goujon
- 1960 : Le Mouton de Pierre Chevalier : Le dîneur importuné par Fernand
- 1960 : La Vérité de Henri-Georges Clouzot : un journaliste
- 1960 : Les Tortillards de Jean Bastia
- 1960 : La Française et l'Amour (Sketch : « Le Mariage ») de René Clair : le prêtre
- 1960 : Le Gigolo de Jacques Deray : le poissonnier
- 1960 : Le Tracassin ou Les Plaisirs de la ville d'Alex Joffé : l'homme dans la clinique
- 1960 : L'Amant de cinq jours de Philippe de Broca : Blanchet
- 1960 : Le Président de Henri Verneuil : un gendarme
- 1960 : Boulevard de Julien Duvivier : Gaston
- 1960 : La Mort de Belle d'Édouard Molinaro : un docteur
- 1960 : Les quatre cavaliers de l'apocalypse - (The four horsemen of Apocalypse) de Vincente Minnelli
- 1961 : Le Cave se rebiffe de Gilles Grangier : le facteur
- 1961 : Tout l'or du monde de René Clair : le maire de Cabosse
- 1961 : Le Couteau dans la plaie d'Anatole Litvak
- 1961 : Les Livreurs de Jean Girault
- 1962 : Le Gentleman d'Epsom ou Les Grands seigneurs de Gilles Grangier : un turfiste
- 1962 : Les Sept Péchés capitaux (Sketch : « La Gourmandise ») de Philippe de Broca
- 1962 : Le Diable et les Dix Commandements (Sketch : « Dieu en vain ne jureras ») de Julien Duvivier : le marchand de primeurs
- 1962 : Mandrin, bandit gentilhomme de Jean-Paul Le Chanois
- 1962 : Les Quatre Vérités (Sketch : « Les Deux Pigeons ») de René Clair : un encadreur
- 1963 : Les Bricoleurs de Jean Girault : le portier de l'agence
- 1963 : Seul... à corps perdu de Jean Maley
- 1963 : Un drôle de paroissien de Jean-Pierre Mocky : un sacristain
- 1963 : Maigret voit rouge de Gilles Grangier : le concierge de l'hôtel
- 1963 : Les Vierges de Jean-Pierre Mocky : l'homme affamé à la réception
- 1963 : À toi de faire... mignonne de Bernard Borderie
- 1964 : Ces dames s'en mêlent de Raoul André
- 1964 : Des pissenlits par la racine de Georges Lautner : un joueur de tiercé
- 1964 : Une souris chez les hommes ou Un drôle de caïd de Jacques Poitrenaud : le caissier du Bon Marché
- 1964 : Behold à Pale Horse - Et vint le jour de la vengeance de Fred Zinnemann
- 1964 : Topkapi de Jules Dassin : le gardien du musée qui découvre le leurre
- 1965 : Le Caïd de Champignol de Jean Bastia : un paysan
- 1965 : La Grosse Caisse d'Alex Joffe : le chef de station
- 1965 : Un monsieur de compagnie de Philippe de Broca : M. Leroux
- 1965 : Compartiment tueurs de Contantin Costa-Gavras : le patron du bistrot
- 1965 : Le Majordome de Jean Delannoy : le curé
- 1965 : Les Bons Vivants (Sketch : « Le Procès ») de Gilles Grangier : le greffier
- 1966 : Le Jardinier d'Argenteuil de Jean-Paul Le Chanois : le patron du bistrot d'Argenteuil
- 1966 : Le Deuxième Souffle de Jean-Pierre Melville : Marcel le Stéphanois
- 1966 : Nouveau journal d'une femme en blanc de Claude Autant-Lara
- 1966 : Le vicomte règle ses comptes de Maurice Cloche : le vigile
- 1967 : Ne jouez pas avec les Martiens de Henri Lanoë : M. Pierson
- 1967 : Les Compagnons de la marguerite de Jean-Pierre Mocky : le charcutier
- 1967 : Voyage à deux (Two for the Road) de Stanley Donen : le douanier
- 1967 : Le Soleil des voyous de Jean Delannoy : Gaston
- 1967 : Les Risques du métier, d'André Cayatte : le garde Canet
- 1968 : Les Cracks d'Alex Joffe - N'apparaît pas sur les copies actuellement visibles -
- 1968 : Sous le signe du taureau de Gilles Grangier : le bistrot
- 1968 : Sous le signe de Monte-Cristo d'André Hunebelle : le gardien du cimetière
- 1968 : La Nuit du lendemain (The Night of the Following Day) d'Hubert Cornfield et Richard Boone : le chauffeur de taxi
- 1968 : L'Auvergnat et l'autobus de Guy Lefranc : l'hôtelier
- 1968 : Catherine, il suffit d'un amour de Bernard Borderie : le geôlier chef
- 1968 : Dis-moi qui tuer de Étienne Périer : le portier
- 1969 : Les Gros Malins ou Le Champion du tiercé de Raymond Leboursier : le patron du bistrot
- 1969 : L'Armée des ombres de Jean-Pierre Melville : le gendarme
- 1969 : Les Caprices de Marie de Philippe de Broca : le président du jury
- 1969 : La Dame dans l'auto avec des lunettes et un fusil d'Anatole Litvak

#### Période 1970/1982
- 1970 : L'Âne de Zigliara ou Une drôle de bourrique de Jean Canolle : le curé
- 1970 : Élise ou la vraie vie de Michel Drach : l'ouvrier au café
- 1971 : Un peu de soleil dans l'eau froide de Jacques Deray
- 1972 : Chut ! de Jean-Pierre Mocky : le brigadier
- 1973 : Projection privée de François Leterrier : le gardien
- 1974 : L'Évasion de Hassan Terro de Mustapha Badie
- 1974 : Un amour de pluie de Jean-Claude Brialy : un client du café
- 1974 : Les Guichets du Louvre de Michel Mitrani : le plombier
- 1974 : Couche-moi dans le sable et fais jaillir ton pétrole de Norbert Terry
- 1975 : Opération Lady Marlène de Robert Lamoureux : un concierge
- 1976 : Les Œufs brouillés de Joël Santoni
- 1976 : L'Aile ou la Cuisse de Claude Zidi : M. Morand, un collaborateur du guide
- 1976 : Bartleby de Maurice Ronet : le cuisinier de la prison
- 1977 : Mimì Bluette...Fiore del mio giardino de Carlo di Palma
- 1977 : Le Gang de Jacques Deray : le photographe
- 1977 : Dis bonjour à la dame de Michel Gérard
- 1977 : Julie pot de colle de Philippe de Broca : un voyageur du train
- 1977 : Le Maestro de Claude Vital : le chauffeur de taxi
- 1977 : L'Imprécateur de Jean-Louis Bertuccelli : la gardien
- 1977 : La Menace d'Alain Corneau : l'épicier
- 1982 : La Nuit de Varennes d'Ettore Scola

### Télévision

#### Téléfilms
- 1951 : Jeanne avec vous de Claude Vermorel -
- 1954 : La Chambre bleue de Stellio Lorenzi -
- 1954 : Turcaret de Jean Vernier -
- 1955 : La Femme ravie d'Igor Barrère -
- 1955 : La Boîte de pastilles de Marcel Cravenne -
- 1955 : Knock ou le Triomphe de la médecine de Marcel Cravenne
- 1956 : Beaufils et fils de Roger Iglésis -
- 1956 : Jupiter de Pierre Badel -
- 1956 : L'Énigme du temple de Stellio Lorenzi
- 1957 : L'Honorable Monsieur Pepys de Marcel Bluwal -
- 1960 : Le Lien de Guy Lessertisseur -
- 1962 : L'Auberge de l'ange gardien "Le théâtre de la jeunesse" de Marcel Cravenne - Le garde champêtre
- 1963 : Le Canari de Roger Kahane -
- 1965 : Le Manège des amoureux de Georges Folgoas -
- 1965 : La Bonne Planque, "Au théâtre ce soir" de Louis Verland - M. Péquinet
- 1966 : Le Secret de la mort de Madame Rémy de Jean Bertho -
- 1967 : Le Sac bleu de Jacques Pierre -
- 1968 : L'Impératrice en vacances de Guy Lessertisseur -
- 1968 : La Mendigote de Jean Kerchbron -
- 1968 : Le Rapide de Kochno de Jacques Sorkine
- 1969 : Au théâtre ce soir : Affaire vous concernant de Jean-Pierre Conti, mise en scène Pierre Valde, réalisation Pierre Sabbagh, Théâtre Marigny
- 1972 : Raboliot de Jean-Marie Coldefy - Boussu
- 1973 : La Chamaille de Jacques Pierre -
- 1974 : Les Trois Sœurs de Jean Prat -
- 1975 : L'Île des chèvres de Pierre Badel -
- 1976 : N'écoutez pas, mesdames ! de Jeannette Hubert -
- 1976 : Les Sangliers de Maurice Failevic -
- 1976 : Bartleby de Maurice Ronet - le cuisinier de la prison
- 1979 : L'Élégant épisode de "Histoire de voyou", de Gilles Grangier -
- 1980 : Le Grand Fossé de Yves Ciampi -
- 1981 : Ligeia de Maurice Ronet - Pierre
- 1981 : S.A.R.L. ou société amoureuse à responsabilité limitée de Christian-Jaque - Le concierge
- 1981 : L'Antichambre de Hervé Bromberger -

#### Séries télévisées
- 1959 : En votre âme et conscience, épisode : L'Affaire Steinheil de Jean Prat : le Président du Jury
- 1963 : L'Homme couleur de muraille, épisode de L'inspecteur Leclerc enquête (seconde série) de Marcel Bluwal -
- 1964 : Médard et Barnabé - série en 13 épisodes de 26 min -, de Raymond Bailly -
- 1964 : L'Abonné de la ligne U - série en 40 épisodes de 15 min -, de Yannick Andreï - Un clochard
- 1965 : Rocambole - Troisième série en 26 épisodes de 15 min -, de Jean-Pierre Decourt -
- 1965 : La Belle Jardinière - épisode de la seconde série de Rocambole  de Jean-Pierre Decourt - Le patron de l'estaminet
- 1965 : Les Jeunes Années, série en 26 épisodes de 13 min, de Joseph Drimal - Mr Bizet (ép. 2, 6, 8)
- 1966 : Les Compagnons de Jéhu - série en 6 épisodes de 52 min, de Michel Drach - Picot
- 1966 : Histoire pas naturelle, épisode de Les 5 dernières minutes, de Guy Lessertisseur -
- 1966 : Affaire de famille, épisode de "Allo police", de Robert Guez -
- 1966 : Les Globe-trotters, série en 13 épisodes de 26 min, de Claude Boissol -
- 1966 : En votre âme et conscience, épisode : Le Secret de la mort de monsieur Rémy de  Jean Bertho
- 1967 : Deslouettes père et fils - série en 6 épisodes de 25 min -, d'Arlen Papazian et Claude Robrini -
- 1967 : Salle n°8 - série en 65 épisodes de 13 min -, de Robert Guez et Jean Dewever - Antoine, un concierge à l’hôpital (ép. 56, 57)
- 1967 : Le Petit Jardin, épisode de Malican père et fils, de Yannick Andreï -
- 1968 : La Prunelle - série en 13 épisodes de 30 min -, d'Edmond Tyborowski -
- 1969 : Les Oiseaux rares - série en 60 épisodes de 13 min -, de Jean Dewever -
- 1969 : L'Enquête visible, épisode de "Allo police, seconde série", d'Ado Kyrou -
- 1970 : Ça vous arrivera demain, série en 26 épisodes de 26 min, de Jean Laviron -
- 1971 : Madame êtes-vous libre ? - série en 13 épisodes de 26 min -, de Jean-Paul Le Chanois - Un chauffeur
- 1971 : Quentin Durward - série en  7 épisodes de 55 min -, de Gilles Grangier -
- 1971 : La Maison des bois - série en 7 épisodes de 52 min -, de Maurice Pialat - Cottin, le garde champêtre
- 1972 : Les Évasions célèbres : Latude ou L'entêtement de vivre de Jean-Pierre Decourt
- 1972 : L'Homme qui revient de loin - série en 6 épisodes de 52 min -, de Michel Wyn - Le tapissier
- 1973 : La Porteuse de pain - série en 13 épisodes de 26 min -, de Marcel Camus
- 1973 : Les Nouvelles Aventures de Vidocq, épisode "Les Assassins de l'Empereur" de Marcel Bluwal
- 1973 : Le Jeune Fabre - série en 13 épisodes de 26 min -, de Cécile Aubry - M. Wollens
- 1973 : Molière pour rire et pour pleurer, de Marcel Camus - Le gardien de la prison
- 1973 : Les Mohicans de Paris (d'Alexandre Dumas) - série en 26 épisodes de 13 min -, de Gilles Grangier - Un médecin
- 1973 : La Ligne de démarcation - épisode 9 : René (série télévisée) : Le cheminot
- 1973 : Les Assassins de l'empereur, épisode de Les Nouvelles Aventures de Vidocq, de Marcel Bluwal -
- 1974 : Étranger, d'où viens-tu ? - série en 30 épisodes de 13 min -, de Bernard Toublanc-Michel - Pascal
- 1974 : Malaventure ép. « Un plat qui se mange froid » de Joseph Drimal
- 1974 : À dossiers ouverts (épisode : L'Intrus), de Claude Boissol -
- 1975 : Les Charmes de l'été - série en 5 épisodes de 52 min -, de Robert Mazover - Lucien
- 1975 : Le Secret des dieux - série en 6 épisodes de 52 min -, de Guy-André Lefranc -
- 1975 : Marie-Antoinette - série en 4 épisodes de 90 min -, de Guy-André Lefranc -
- 1975 : Jo et l'Enfant, épisode de Jo Gaillard de Christian-Jaque -
- 1976 : Le chat aime la choucroute, épisode de L'Homme d'Amsterdam  de Victor Vicas et John van de Rest -
- 1976 : Minichronique de Jean-Marie Coldefy, épisode Les Rêves d'enfants -
- 1976 : Copie vraiment conforme - épisode de "Erreurs judiciaires", de Jean Laviron - Le vigile
- 1976 : Nick Verlaine ou Comment voler la Tour Eiffel, de Claude Boissol, épisode : Nick Verlaine prend la route -
- 1977 : Richelieu ou Le Cardinal de Velours de Jean-Pierre Decourt : Le bourgeois de Bruxelles
- 1977 : La Grande-duchesse de Gérolstein épisode de "Les folies Offenbach", de Michel Boisrond -
- 1977 : Les Enquêtes du commissaire Maigret, épisode : L'Amie de Mme Maigret de Marcel Cravenne - Le chauffeur de taxi
- 1977 : Le loup blanc, série en 3 épisodes de 55 min, de Jean-Pierre Decourt -
- 1978 : La Filière - série en 8 épisodes de 52 min -, de Guy-André Lefranc -
- 1978 : Les Folies Offenbach, épisode Le Passage des Princes de Michel Boisrond
- 1978 : Le Mutant - série en 6 épisodes de 52 min -, de Bernard Toublanc-Michel - Maurice
- 1979 : Juste la Seine à traverser - épisode de "Les héritiers", de Joyce Bunuel - Le père
- 1980 : L'Étreinte du diable - épisode de "Fantômas", de Juan Bunuel - Le serviteur de Juve
- 1980 : Julien Fontanes, magistrat - épisode : Les mauvais chiens de Guy Lefranc

#### Au théâtre ce soir
- 1965 : La Bonne Planque[3]
- 1969 :  Affaire vous concernant de Jean-Pierre Conti, mise en scène de Pierre Valde, réalisation Pierre Sabbagh, Théâtre Marigny
- 1977 : Le Séquoïa de George Furth, mise en scène Jacques Mauclair, réalisation Pierre Sabbagh, Théâtre Marigny
- 1978 : Le Greluchon délicat de Jacques Natanson, mise en scène Jacques Mauclair, réalisation Pierre Sabbagh, Théâtre Marigny

## Théâtre
- 1947 : Homard à l'américaine de Robert Vattier et Albert Rieux, théâtre de l'Œuvre
- 1949 : Florence et le dentiste, mise en scène Jacques-Henri Duval, théâtre du Vieux-Colombier
- 1949 : La Galette des Rois de Roger Ferdinand, mise en scène Jean Wall, théâtre Daunou
- 1957 : L'Habit vert de Robert de Flers et Gaston Arman de Caillavet, mise en scène Marcel Cravenne[4]
- 1959 : Chérie noire de François Campaux, mise en scène Jacques Charon, théâtre des Bouffes-Parisiens
- 1961 : Chérie noire de François Campaux, mise en scène de l'auteur, théâtre des Nouveautés
- 1962 : La Bonne Planque de Michel André, mise en scène Roland Bailly, théâtre des Nouveautés
- 1965 : Jamais trop tard de Arthur Long Summer, mise en scène Christian-Gérard, théâtre des Arts
- 1967 : Une femme à louer de François Campaux, mise en scène Christian Alers, théâtre de la Potinière
- 1970 : La neige était sale de Georges Simenon, mise en scène Robert Hossein d'après celle de Raymond Rouleau, Théâtre des Célestins, tournée Herbert-Karsenty
- 1971 : Chérie noire de François Campaux, mise en scène Michel Vocoret, théâtre des Nouveautés
- 1976 : N'écoutez pas Mesdames de Sacha Guitry, mise en scène Michel Roux, théâtre Saint-Georges
- 1976 : Le Séquoïa de George Furth, mise en scène Jacques Mauclair, théâtre de l'Athénée